# Mellivora
Genre
Mellivora est un genre de la famille des Mustélidés. La seule espèce actuelle du genre étant le Ratel (Mellivora capensis), il est traditionnellement considéré comme étant un genre monospécifique, mais il comprend aussi des espèces fossiles.
Ce genre a été décrit pour la première fois en 1780 par le naturaliste allemand Gottlieb Konrad Christian Storr (1749-1821). 

## Liste d'espèces
Espèce actuelle selon ITIS (28 juin 2013), Catalogue of Life (28 juin 2013) et NCBI (28 juin 2013) :
- Mellivora capensis (Schreber, 1776) - le Ratel

Espèces éteintes et actuelles selon Paleobiology Database (28 juin 2013) :
- Mellivora capensis - le Ratel
- Mellivora indica
- Mellivora punjabiensis